# Pigtrådsmusik
Pigtrådsmusik er et dansk udtryk fra begyndelsen af 1960'erne. Udtrykket var oprindeligt et nedsættende udtryk om den danske rockmusik, som refererede til den "støjende" guitarlyd. Lyden var imidlertid ret afdæmpet, sammenlignet med den senere beat og rock lyd.
Spillestedet Hit House tog udtrykket til sig og anvendte det positivt, bl.a. ved at afholde danske mesterskaber i pigtråd. The Donkeys vandt en af disse titler, inden de ændrede stil til et dansktoporkester. Også The Hitmakers, The Defenders og  Sir Henry & His Butlers leverede pigtråd, inden de skiftede stil i retning af pop. Blandt de kendte pigtrådsorkester var The Lions, som optrådte i Hit House nær 200 gange.
Den tids mest kendte pigtrådsband var angiveligt Les Rivals, der havde Peter Belli som forsanger.
Udtrykket "pigtrådsmusik" blev anvendt indtil slutningen af tresserne, men til sidst mest på som en betegnelse for amatørrockmusikken.

## Ekstern link
- 1960erne.dk: Pigtrådsmusik
- Pigtrådsøkonomi